# Milojka Kolar
Marija Milojka Kolar Celarc (ur. 10 września 1951 w Lublanie) – słoweńska ekonomistka i urzędniczka państwowa, wiceminister, w latach 2014–2018 minister zdrowia.

## Życiorys
W 1977 ukończyła ekonomię na Uniwersytecie Lublańskim. Uzyskała także uprawnienia dotyczące audytu, podatków i wyceny wartości przedsiębiorstw. Przez wiele lat zatrudniona w administracji rządowej. W latach 1993–2000 i 2003–2004 pozostawała sekretarzem stanu w ministerstwie finansów, gdzie odpowiadała za podatki i cła, audyt oraz sprawy budżetu. Zajmowała się m.in. za wprowadzeniem podatku od wartości dodanej w Słowenii, w 2013 należała do zespołu zajmującego się reformą systemu finansowania służby zdrowia. W latach 2011–2013 kierowała zarządem spółki ubezpieczeń zdrowotnych Vzajemna, pracowała też jako dyrektor do spraw audytu w firmie reasekuracyjnej Sava.
18 września 2014 powołana na stanowisko ministra zdrowia w rządzie Mira Cerara (z rekomendacji partii premiera). Zakończyła pełnienie tej funkcji wraz z całym gabinetem we wrześniu 2018.